# Rogelio Farías
Rogelio Farías Salvador (ur. 13 sierpnia 1949 w Santiago, zm. 6 kwietnia 1995) – chilijski piłkarz grający podczas kariery na pozycji pomocnika.

## Kariera klubowa
Karierę piłkarską Rogelio Farías rozpoczął w stołecznym Unión Española. Z Uniónem Española zdobył mistrzostwo Chile w 1973. W 1974 wyjechał do drugoligowego hiszpańskiego klubu Cádiz CF. W barwach klubu z Kadyksu zadebiutował 8 września 1974 w wygranym 2-1 meczu z RCD Mallorca. W Cádiz Farías występował przez dwa sezony, rozgrywając w Segunda División 41 meczów, w których zdobył 7 bramek. Latem 1976 powrócił do Uniónu Española, z którym rok później zdobył swój drugi tytuł mistrzowski.
W 1979 występował w CD O’Higgins, a w 1980 w Audax Italiano, w którym zakończył piłkarską karierę.

## Kariera reprezentacyjna
W reprezentacji Chile Farías zadebiutował 26 stycznia 1972 w przegranym 0-2 towarzyskim spotkaniu z Meksykiem.
W 1974 roku został powołany przez selekcjonera Luisa Álamosa do kadry na Mistrzostwa Świata w RFN. Na Mundialu Farías wystąpił w dwóch meczach z NRD i Australią. Ostatni raz w reprezentacji wystąpił 15 czerwca 1977 w przegranym 2-4 towarzyskim spotkaniu ze Szkocją. Od 1972 do 1977 roku rozegrał w kadrze narodowej 13 spotkań, w których strzelił bramkę.